# Зыбины (Белогорский район)

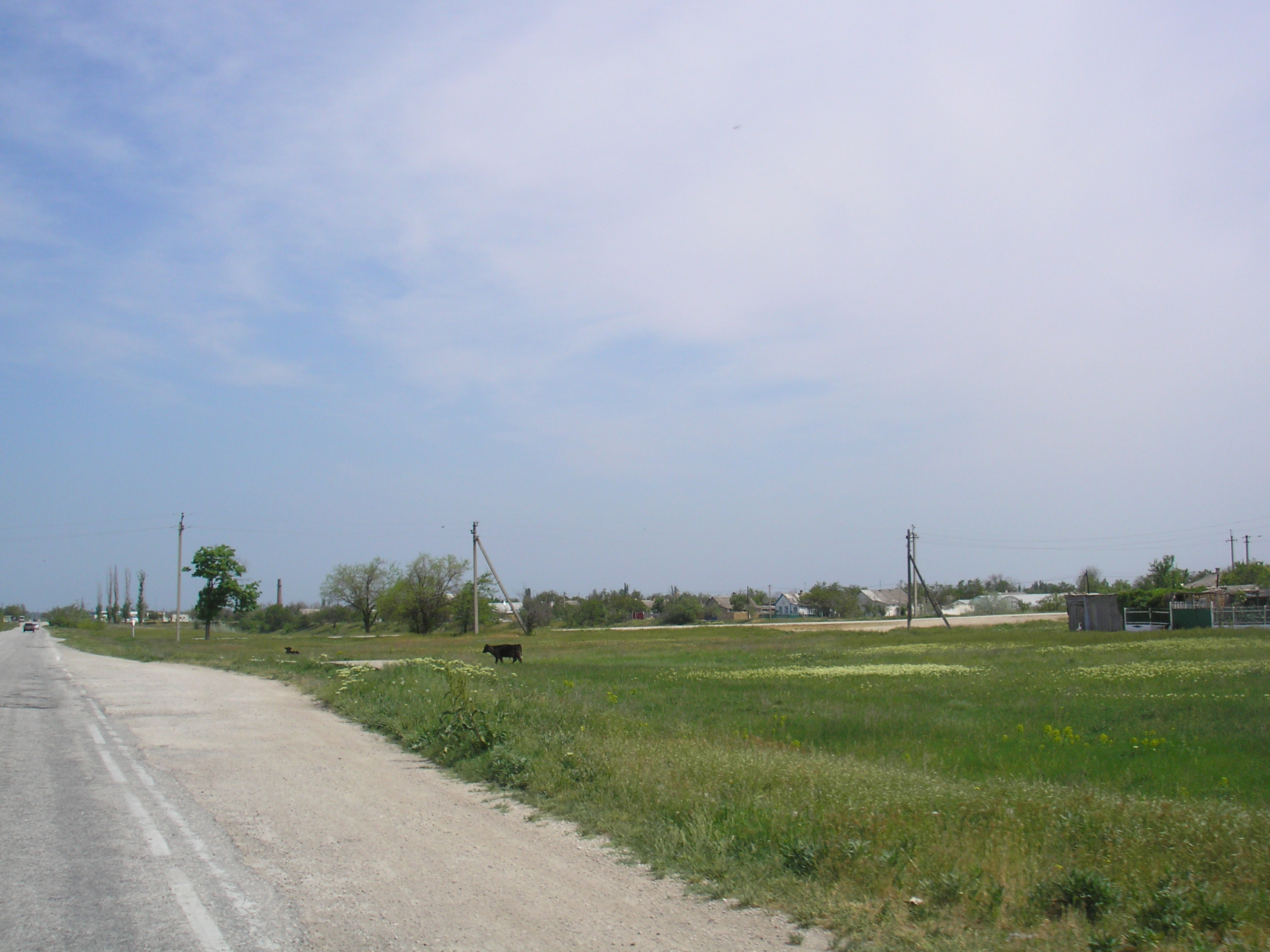

Зы́бины (до 1948 года Аргинчи́к; укр. Зибини, крымскотат. Arğınçıq, Аргъынчыкъ) — село в Белогорском районе Республики Крым, центр Зыбинского сельского поселения (согласно административно-территориальному делению Украины — Зыбинского сельского совета Автономной Республики Крым).

## Население
| 2001 | 2014  |
| ---- | ----- |
| 1488 | ↘1220 |

Всеукраинская перепись 2001 года показала следующее распределение по носителям языка
| Язык             | Процент |
| ---------------- | ------- |
| русский          | 76.95   |
| украинский       | 12.16   |
| крымскотатарский | 8.06    |
| другие           | 0.53    |

### Динамика численности
| - 1805 год — 108 чел. - 1864 год — 41 чел. - 1889 год — 231 чел. - 1892 год — 55 чел. - 1900 год — 66 чел. - 1915 год — 92/20 чел. - 1926 год — 217 чел. | - 1939 год — 119 чел. - 1974 год — 1410 чел. - 1989 год — 1426 чел. - 2001 год — 1488 чел. - 2009 год — 1648 чел. - 2014 год — 1220 чел. |

## Современное состояние
На 2017 год в Зыбинах числится 16 улиц и 1 переулок; на 2009 год, по данным сельсовета, село занимало площадь 231,7 гектара на которой, в 604 дворах, проживало 1648 человек. В селе действуют средняя общеобразовательная школа, детский сад «Тополёк», сельский Дом культуры, библиотека-филиал № 8, фельдшерско-акушерский пункт, отделение Почты России. Зыбины связаны автобусным сообщением с райцентром, городами Крыма и соседними населёнными пунктами.

## География
Зыбины находится на севере района, в степной зоне Крыма, у границы с Нижнегорским районом. Село лежит на обоих берегах реки Биюк-Карасу, в нижнем течении, высота центра села над уровнем моря — 90 м. Ближайшие сёла: Пены Нижнегорского района — менее 1 километра севернее и Пруды Советского района — в 3 км на восток. Расстояние до райцентра — около 23 километров (по шоссе), до железнодорожной станции Нижнегорская — примерно 28 километров. Транспортное сообщение осуществляется по региональной автодороге 35К-016 Нижнегорский — Белогорск (по украинской классификации — Т-0112).

## История
Первое документальное упоминание селения встречается в Камеральном Описании Крыма… 1784 года, судя по которому, в последний период Крымского ханства Аргынджик входил в Карасубазарский кадылык Карасубазарского каймаканства. После присоединения Крыма к России (8) 19 апреля 1783 года, (8) 19 февраля 1784 года, именным указом Екатерины II сенату, на территории бывшего Крымского Ханства была образована Таврическая область и деревня была приписана к Левкопольскому, а после ликвидации в 1787 году Левкопольского — к Феодосийскому уезду Таврической области. После Павловских реформ, с 1796 по 1802 год, входила в Акмечетский уезд Новороссийской губернии. По новому административному делению, после создания 8 (20) октября 1802 года Таврической губернии, Аргинчик был включён в состав Уроскоджинской волости Феодосийского уезда.
По Ведомости о числе селений, названиях оных, в них дворов… состоящих в Феодосийском уезде от 14 октября 1805 года, в деревне Аргинчик числилось 8 дворов и 108 жителей, исключительно крымских татар. На военно-топографической карте генерал-майора Мухина 1817 года обозначен Аргинчик с 8 дворами. После реформы волостного деления 1829 года Аргунчук, согласно «Ведомости о казённых волостях Таврической губернии 1829 года», отнесли к Борюсской волости того же уезда. На карте 1836 года в деревне 18 дворов. Затем, видимо, в результате эмиграции крымских татар, деревня заметно опустела и на карте 1842 года деревня Аргинчык обозначена условным знаком «малая деревня», то есть, менее 5 дворов
В 1860-х годах, после земской реформы Александра II, деревню приписали к Шейих-Монахской волости. Согласно «Списку населённых мест Таврической губернии по сведениям 1864 года», составленному по результатам VIII ревизии 1864 года, Арганчик — владельческая русская и татарская деревня, с 7 дворами и 41 жителем при реке Биюк-Кара-Су (на трёхверстовой карте Шуберта 1865—1876 года в деревне Арганчик обозначено 9 дворов, а Караклы-Арганчик значится пустующей). В «Памятной книге Таврической губернии 1889 года» по результатам Х ревизии 1887 года вместе записаны вместе Аргинчик и Казанпир, с 38 дворами и 231 жителем. На верстовой карте 1890 года в деревне также обозначено 38 дворов с греческо-русским населением. По «…Памятной книжке Таврической губернии на 1892 год» в безземельной деревне Арганчик, не входившей ни в одно сельское общество, было 55 жителей, у которых домохозяйств не числилось.

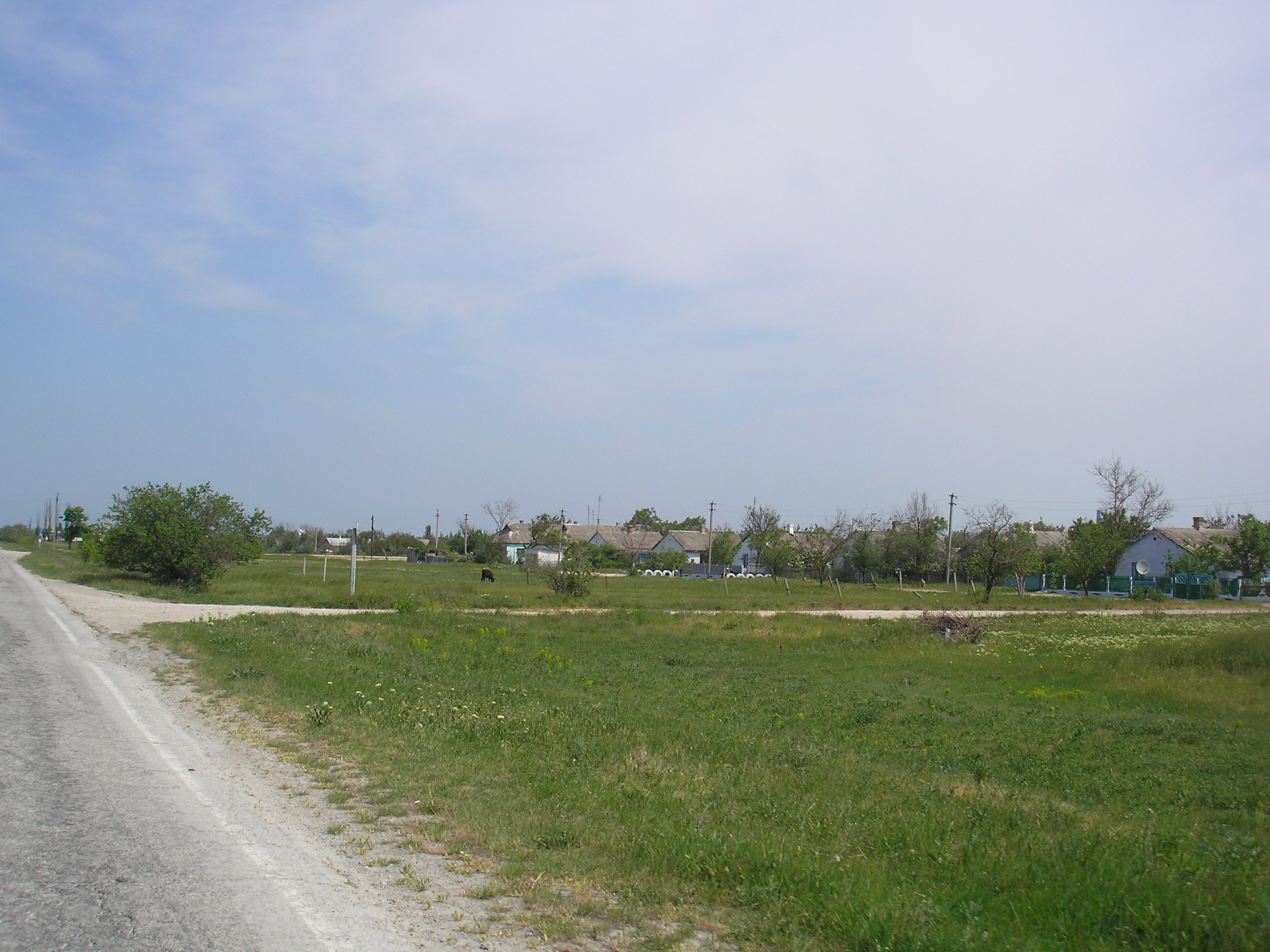

После земской реформы 1890-х годов, которая в Феодосийском уезде прошла после 1892 года, Аргинчик отнесли к Андреевской волости того же уезда. По «…Памятной книжке Таврической губернии на 1900 год» в деревне Аргинчик, входившей в Васильевское сельское общество, числилось 66 жителей в 15 дворах. На 1914 год в селе действовала Покровская церковь. По Статистическому справочнику Таврической губернии. Ч.II-я. Статистический очерк, выпуск пятый Феодосийский уезд, 1915 год, в селе и экономии Шагибова А. Н. Аргенчик Андреевской волости Феодосийского уезда числилось 20 дворов (1 двор с землёй, видимо, экономия и 19 — безземельные) со смешанным населением в количестве 92 человек приписных жителей и 20 — «посторонних», из которых 56 мужчин и 56 женщин. При селении числилось 1369 десятин удобной земли. В хозяйствах имелось 30 лошадей и 15 коров.
После установления в Крыму Советской власти, по постановлению Крымревкома от 8 января 1921 года была упразднена волостная система и село вошло в состав вновь созданного Карасубазарского района Симферопольского уезда, а в 1922 году уезды получили название округов. 11 октября 1923 года, согласно постановлению ВЦИК, в административное деление Крымской АССР были внесены изменения, в результате которых округа ликвидировались, Карасубазарский район стал самостоятельной административной единицей и село включили в его состав. Согласно Списку населённых пунктов Крымской АССР по Всесоюзной переписи 17 декабря 1926 года, в селе Арганчук (единственный раз встреченное в документа другое название Федосиевка), Тайганского сельсовета Карасубазарского района, числилось 46 дворов, все крестьянские, население составляло 217 человек, из них 155 русских, 47 татар, 12 немцев и 3 болгар. По данным всесоюзной переписи населения 1939 года в селе проживало 119 человек.
В 1944 году, после освобождения Крыма от фашистов, согласно Постановлению ГКО № 5859 от 11 мая 1944 года, 18 мая крымские татары были депортированы в Среднюю Азию. 12 августа 1944 года было принято постановление № ГОКО-6372с «О переселении колхозников в районы Крыма», в исполнение которого в район завезли переселенцев: 6000 человек из Тамбовской и 2100 — Курской областей — в Аргинчике переселенцы прибыли из Курской. С 25 июня 1946 года Аргинчик в составе Крымской области РСФСР. В начале 1950-х годов последовала вторая волна переселенцев из различных областей Украины. Указом Президиума Верховного Совета РСФСР от 18 мая 1948 года, Аргинчик переименовали в Зыбины, в память о селе в Курской области. 26 апреля 1954 года Крымская область была передана из состава РСФСР в состав УССР. Судя по доступным источникам, центром сельсовета село было дважды: первый раз в 1950-х — начале 1960-х годов (на 15 июня 1960 года село уже числилось центром, а на 1 января 1968 года Зыбины записаны в составе Вишенского сельсовета) и к 1974 году, когда вновь фигурирует Зыбинский сельсовет. На тот год в Зыбинах числилось 1410 жителей. По данным переписи 1989 года в селе проживало 1426 человек. С 12 февраля 1991 года село в восстановленной Крымской АССР, 26 февраля 1992 года переименованной в Автономную Республику Крым. С 21 марта 2014 года — в составе Республики Крым России.